# Ryūō no oshigoto!
Ryūō no oshigoto! (りゅうおうのおしごと!, litt. « Le Travail du Ryūō ! ») est une série de light novel japonais écrite par Shirow Shiratori et illustrée par Shirabi. SB Creative édite la série depuis septembre 2015, et a publié à ce jour vingt volumes sous sa marque de publication GA Bunko. L'histoire suit un jeune prodige du shōgi servant de tuteur à une petite fille au grand potentiel. La série est également connue sous son nom anglais The Ryuo's Work is Never Done! (litt. « Le travail du Ryūō n'est jamais terminé ! »).
Une adaptation en manga, écrite par Kazuki et dessinée par Kogetaokoge, est prépubliée dans le magazine Young Gangan de Square Enix entre octobre 2015 et août 2019. Une adaptation en une série télévisée d'animation de douze épisodes par project No.9 est diffusée pour la première fois au Japon entre le 8 janvier et le 26 mars 2018,.

## Intrigue
Yaichi Kuzuryū est un prodige du shōgi qui a remporté le titre de Ryūō à l'âge de 16 ans. Après sa victoire, il s'est retrouvé dans une impasse jusqu'à ce qu'il soit approché par Ai Hinatsuru, une fillette de 9 ans qui le supplie de la faire son disciple. Étonnée par le potentiel d'Ai, Yaichi accepte de devenir son maître, et ensemble, ces derniers font alors face au monde du shōgi avec leurs amis et rivaux, mais sous une condition imposée par sa mère d'Ai, il doit l'épouser si elle ne devient pas une joueuse professionnelle avant qu'elle finisse le collège.

## Personnages
Yaichi Kuzuryū (九頭竜 八一, Kuzuryū Yaichi)
Voix japonaise : Yūma Uchida (ja),
Le protagoniste principal de la série. Yaichi a 16 ans et a remporté la rencontre pour le titre de Ryūō à un jeune âge. Il est l'actuel plus jeune Ryūō. Au début, il était dépassé par son titre et subissait une pression ressentie pour éviter de jouer de manière honteuse, avant de tomber dans une impasse. Il a été surpris par le talent et la détermination d'Ai, et la façon dont elle continue de se battre et de chercher une voie vers la victoire l'a aidé à l'inspirer. Il est généralement accusé à tort d'être un lolicon en raison de l'affection qu'il tire habituellement des jeunes filles comme Ai et ses amies, bien qu'il soit inconscient de leurs véritables sentiments pour lui.
Ai Hinatsuru (雛鶴 あい, Hinatsuru Ai)
Voix japonaise : Rina Hidaka,
La première disciple de Yaichi qui a neuf ans. C'est une fille joyeuse avec un talent extrême pour le shōgi, qui est également la fille des propriétaires d'une grande auberge populaire où des grandes rencontres s'y sont déroulées. Elle a rencontré Yaichi lors de sa dernière partie pour le titre de Ryūō, où il a apparemment promis de réaliser ce qu'elle désirait s'il gagnait. Elle s'est enfuie de chez elle pour devenir la disciple de Yaichi. Initialement acceptée comme disciple temporaire pendant les vacances de printemps, ses parents ont tenté de la ramener à la maison en faisant valoir leurs inquiétudes quant à la stabilité de la vie en tant que professionnelle. Elle n'a pas réussi à remplir leurs conditions pour continuer à être le disciple de Yaichi, mais ce dernier était suffisamment impressionné par sa performance pour demander personnellement à la prendre en charge, acceptant même la condition que, si elle échouait à revendiquer un titre avant qu'elle soit collégienne, il l'épouserait et hériterait du auberge. Elle est exceptionnellement possessive de Yaichi et montre parfois des traits de caractère de yandere. Pour le shōgi, son style met l'accent sur le jeu tardif et est avant tout « offensif », visant à trouver des moyens de faire pression sur l'attaque.
Ai Yashajin (夜叉神 天衣, Yashajin Ai)
Voix japonaise : Ayane Sakura,
La deuxième disciple de Yaichi, également âgé de neuf ans. Elle vit avec son riche grand-père depuis la mort de ses parents. Son père était un joueur de shōgi amateur expérimenté qui avait rencontré un jeune Yaichi il y a des années, alors qu'il jouait une partie de démonstration contre le Meijin. Après que Yaichi ait trouvé un chemin qui lui aurait donné un échec, le père d'Ai avait suggéré que Yaichi prendrait un jour sa fille comme disciple, ce à quoi il était d'accord. Elle était frustrée de voir qu'il ne se souvenait pas de son père, qui n'avait jamais cessé de l'admirer, dont il a finalement accepté sa demande pour en faire son disciple. Elle est très fière et a tendance à afficher des traits de tsundere. Son style de shōgi est opposé à celui d'Ai, montrant une compréhension profonde du début du jeu et une connaissance approfondie du jeu « défensif », basé sur des pièges et des contre-attaques. La complémentarité de son style avec celle d'Ai Hinatsuru explique en partie la raison pour laquelle Yaichi sentait qu'elle serait une grande rivale pour cette dernière.
Ginko Sora (空 銀子, Sora Ginko)
Voix japonaise : Hisako Kanemoto,
L'amie d'enfance de Yaichi dont ils étaient également les disciples d'un même maître. Elle a quatorze ans et est considérée comme la fille la plus talentueuse du monde du shōgi, l'une des rares ayant assez de talent pour entrer potentiellement dans la ligue principale du shōgi en tant que professionnelle à part entière plutôt que professionnelle dans la ligue féminine. Elle est devenue une disciple avant Yaichi malgré le fait qu'elle a deux ans de moins. Elle n'est jamais entrée dans la ligue féminine et continue de poursuivre dans la principale Association japonaise de shōgi, et il est sous-entendu qu'elle l'a fait pour poursuivre Yaichi, même s'il ignore toujours ses sentiments. Bien que n'étant pas une professionnelle, elle détient toujours le titre de la Reine.
Keika Kiyotaki (清滝 桂香, Kiyotaki Keika)
Voix japonaise : Ai Kayano,
La fille et la disciple du maître de Yaichi et de Ginko. Elle est entrée dans l'association de formation pour tenter de devenir une professionnelle à l'âge de dix ans. À vingt-cinq ans, elle approche rapidement de l'âge maximum auquel on peut devenir un professionnel ou une professionnelle, ce qui est souvent démontré comme une pression importante pour cette dernière. Elle se montre très habile quand elle se détend, mais a toujours tendance à se replier sur les principes de base et à se figer lorsque ses adversaires sortent de leurs habitudes.
Mio Mizukoshi (水越 澪, Mizukoshi Mio)
Voix japonaise : Yurika Kubo,
Une amie d'Ai du groupe de formation.
Ayano Sadatō (貞任 綾乃, Sadatō Ayano)
Voix japonaise : Chinami Hashimoto (ja),
Une amie d'Ai du groupe de formation.
Charlotte Izoard (シャルロット・イゾアール, Sharurotto Izoāru)
Voix japonaise : Yui Ogura,
Une amie d'Ai du groupe de formation, qui n'a que six ans. C'est une élève de CP fréquentant une école française à Kyoto, elle parle avec un japonais enfantin et difficile. Yaichi se trouve souvent dépassé car il la trouve mignonne, au grand dam d'Ai. Elle étudie sous le même maître qu'Ayano. Ne voulant pas blesser les sentiments de Charlotte quand il refusa de changer et de devenir son maître, Yaichi lui a proposé d'être sa « mariée » à la place. Bien que cela ait permis d'éviter un traumatisme de son rejet, sa mention répétée de cette « demande » a causé des problèmes à Yaichi.
Takashi Hinatsuru (雛鶴 隆, Hinatsuru Takashi)
Voix japonaise : Ichirō Mizuki,
Le père d'Ai et le mari d'Akina. En entrant dans la famille de sa femme, il est incapable de la contredire.
Akina Hinatsuru (雛鶴 亜希奈, Hinatsuru Akina)
Voix japonaise : Mitsuko Horie,
La mère d'Ai et l'épouse de Takashi, et propriétaire d'une auberge prestigieuse. Elle tente d'empêcher Ai de poursuivre une carrière dans le shōgi en se disant préoccupé par la stabilité d'une telle vie. Lorsque sa fille n'a pas réussi à satisfaire ses exigences, elle a tenté de la ramener à la maison, mais a accepté la demande personnelle de Yaichi de la prendre comme disciple à condition que, si elle échouait à obtenir au moins un titre avant d'entrer au collège, ils devront se marier et intégrer sa famille afin d'hériter l'auberge.

## Productions et supports

### Light novel
La série de light novel Ryūō no oshigoto! (りゅうおうのおしごと!) est écrite par Shirow Shiratori et illustrée par Shirabi. La maison d'édition SB Creative a publié le premier volume en septembre 2015 ; à ce jour, vingt volumes sont sortis sous sa marque de publication GA Bunko. Une version anglaise est publiée en ligne depuis octobre 2017 par BookWalker, une librairie numérique appartenant à Kadokawa.

#### Liste des volumes
| no | Japonais           | Japonais                                                                      |
| no | Date de sortie     | ISBN                                                                          |
| --- | ------------------ | ----------------------------------------------------------------------------- |
| 1 | 12 septembre 2015  | 978-4-7973-8484-0                                                             |
| 2 | 15 janvier 2016,   | 978-4-7973-8676-9 (édition standard) 978-4-7973-8490-1 (édition limitée)      |
| EXTRA : Au Japon, l'édition limitée de ce volume comporte un drama CD. |                    |                                                                               |
| 3 | 14 mai 2016        | 978-4-7973-8817-6                                                             |
| 4 | 15 septembre 2016, | 978-4-7973-8676-9 (édition standard) 978-4-7973-8819-0 (édition limitée)      |
| EXTRA : Au Japon, l'édition limitée de ce volume comporte un drama CD. |                    |                                                                               |
| 5 | 13 février 2017,   | 978-4-7973-9009-4 (édition standard) 978-4-7973-9010-0 (édition limitée)      |
| EXTRA : Au Japon, l'édition limitée de ce volume comporte un livret. |                    |                                                                               |
| 6 | 14 juillet 2017,   | 978-4-7973-9189-3 (édition standard) 978-4-7973-9190-9 (édition limitée)      |
| EXTRA : Au Japon, l'édition limitée de ce volume comporte un drama CD. |                    |                                                                               |
| 7 | 15 janvier 2018,   | 978-4-7973-9550-1 (édition standard) 978-4-7973-9429-0 (édition limitée)      |
| EXTRA : Au Japon, l'édition limitée de ce volume comporte un drama CD. |                    |                                                                               |
| 8 | 15 mars 2018       | 978-4-7973-9592-1                                                             |
| 9 | 10 août 2018,      | 978-4-7973-9627-0 (édition standard) 978-4-7973-9626-3 (édition limitée)      |
| EXTRA : Au Japon, l'édition limitée de ce volume comporte un drama CD. |                    |                                                                               |
| 10 | 15 février 2019,   | 978-4-8156-0101-0 (édition standard) 978-4-8156-0102-7 (édition limitée)      |
| EXTRA : Au Japon, l'édition limitée de ce volume comporte un livret. |                    |                                                                               |
| 11 | 9 août 2019,       | 978-4-8156-0378-6 (édition standard) 978-4-8156-0296-3 (édition limitée)      |
| EXTRA : Au Japon, l'édition limitée de ce volume comporte un drama CD. |                    |                                                                               |
| 12 | 15 février 2020,   | 978-4-8156-0533-9 (édition standard) 978-4-8156-0494-3 (édition limitée)      |
| EXTRA : Au Japon, l'édition limitée de ce volume comporte un livret. |                    |                                                                               |
| 13 | 6 août 2020        | 978-4-8156-0644-2                                                             |
| 14 | 13 février 2021,   | 978-4-8156-0660-2 (édition spéciale 1) 978-4-8156-0788-3 (édition spéciale 2) |
| EXTRA : Au Japon, la première édition spéciale de ce volume comporte un drama CD tandis que la deuxième édition spéciale comprend également une couverture de dakimakura. |                    |                                                                               |
| 15 | 14 septembre 2021, | 978-4-8156-1094-4 (édition standard) 978-4-8156-1093-7 (édition limitée)      |
| EXTRA : Au Japon, l'édition limitée de ce volume comporte un livret. |                    |                                                                               |
| 15.5 | 17 décembre 2021   | 978-4-8156-1469-0                                                             |
| 16 | 14 avril 2022,     | 978-4-8156-1502-4 (édition standard) 978-4-8156-1503-1 (édition limitée)      |
| EXTRA : Au Japon, l'édition limitée de ce volume comporte un livret. |                    |                                                                               |
| 16.5 | 15 décembre 2022   | 978-4-8156-1850-6                                                             |
| 17 | 15 décembre 2022   | 978-4-8156-1790-5                                                             |
| 17.5 | 14 juillet 2023    | 978-4-8156-2242-8                                                             |
| 18 | 14 juillet 2023    | 978-4-8156-2243-5                                                             |
| 19 | 15 juin 2024       | 978-4-8156-2586-3                                                             |
| 20 | 12 juillet 2025,   | 978-4-8156-2699-0 (édition spéciale 1) 978-4-8156-2700-3 (édition spéciale 2) |
| EXTRA : Au Japon, la deuxième édition spéciale comprend un coffret d'affichage de style salle de jeux.                                                                    |                    |                                                                               |

### Manga
Une adaptation en manga, écrite par Kazuki et dessinée par Kogetaokoge, est lancée dans le 20e numéro de 2015 du magazine de prépublication de seinen manga Young Gangan, paru le 2 octobre 2015. Le dernier chapitre est publié dans le 15e numéro de 2019 du magazine, sorti le 2 août 2019. Square Enix a édité le premier volume en janvier 2016 ; cette adaptation compte au total dix volumes tankōbon.

#### Liste des volumes
| no | Japonais          | Japonais          |
| no | Date de sortie    | ISBN              |
| -- | ----------------- | ----------------- |
| 1  | 13 janvier 2016   | 978-4-7575-4856-5 |
| 2  | 12 mai 2016       | 978-4-7575-4992-0 |
| 3  | 13 septembre 2016 | 978-4-7575-5071-1 |
| 4  | 13 février 2017   | 978-4-7575-5243-2 |
| 5  | 13 juillet 2017   | 978-4-7575-5400-9 |
| 6  | 25 décembre 2017  | 978-4-7575-5562-4 |
| 7  | 13 mars 2018      | 978-4-7575-5652-2 |
| 8  | 8 août 2018       | 978-4-7575-5802-1 |
| 9  | 13 février 2019   | 978-4-7575-6006-2 |
| 10 | 9 août 2019       | 978-4-7575-6244-8 |

### Anime
Une adaptation en anime par le studio d'animation project No.9 a été annoncée en juillet 2017 via l'ouverture d'un site officiel dédié. Il a également indiqué que les seiyū de la série seront les mêmes que pour les drama CD. La série est réalisée par Shinsuke Yanagi avec les scripts écrits par Fumihiko Shimo et les character designs d'Akane Yano reprenant ceux de Shirabi. Kenji Kawai compose la musique chez Nippon Columbia et Dreamshift produit la série,. Composée de 12 épisodes,, elle est diffusée pour la première fois au Japon entre le 8 janvier et le 26 mars 2018 sur AT-X, et un peu plus tard sur Tokyo MX, KBS, SUN, BS Fuji et MTV,.
Anime Digital Network détient les droits de diffusion en simulcast de la série sous le titre Ryuo's Work is Never Done en France, en Belgique, en Luxembourg, en Suisse, en Andorre et à Monaco. Crunchyroll diffuse la série en Amérique du Nord, au Royaume-Uni, en Irlande, en Australie, en Nouvelle-Zélande, en Afrique du Sud, aux Pays-Bas, en Scandinavie et en Amérique latine.
La chanson de Machico, intitulée Korekara (コレカラ), sert d'opening à la série, tandis que Miku Itō interprète la chanson de l'ending intitulée Mamoritai-mono no tame ni (守りたいもののために),.

#### Liste des épisodes
| No | Titre français           | Titre japonais     | Titre japonais       | Date de 1re diffusion |
| No | Titre français           | Kanji              | Rōmaji               | Date de 1re diffusion |
| --- | ------------------------ | ------------------ | -------------------- | --------------------- |
| 1 | Un Disciple indésirable  | 押しかけ弟子       | Oshikake deshi       | 8 janvier 2018        |
| Yaichi Kuzuryū est un prodige shogi qui reçoit la visite d'Ai Hinatsuru, une petite fille qui s'est enfuie de chez elle avec le désir d'être son disciple. |                          |                    |                      |                       |
| 2 | La Vie avec ma disciple  | 弟子のいる日常     | Deshi no iru nichijō | 15 janvier 2018       |
| Yaichi accepte Ai comme disciple et commence à l'entraîner avec ses nouveaux amies, jusqu'à ce que les parents d'Ai semblent déterminés à la ramener à la maison. |                          |                    |                      |                       |
| 3 | Le Test du club de shogi | 研修会試験         | Kenshū-kai shiken    | 22 janvier 2018       |
| Pour convaincre ses parents qu'elle a ce qu'il faut pour devenir une joueuse de shōgi professionnelle, Ai participe à un examen de qualification, promettant de remporter les trois parties contre des joueurs différents. Malgré son échec, ils acceptent de lui permettre de devenir la disciple de Yaichi après lui avoir demandé, mais sous une condition inattendue. |                          |                    |                      |                       |
| 4 | Une autre Ai             | もう一人のあい     | Mōhitori no Ai       | 29 janvier 2018       |
| Yaichi est appelé à répondre à une demande pour avoir Ai Yashajin, une fille ayant à peu près l'âge d'Ai, comme disciple. Réalisant son potentiel, Yaichi accepte de l'aider à s'entraîner sans que Ai le sache, jusqu'à ce que son secret soit révélé par une rencontre fortuite.                                                                                        |                          |                    |                      |                       |
| 5 | Perfection naturelle     | 天衣無縫           | Ten'imuhō            | 5 février 2018        |
| Ai se dispute avec Yaichi en découvrant qu'il enseigne Yashajin derrière son dos. Quelque temps plus tard, Yashajin passe son examen de qualification, faisant une partie féroce avec Ai à l'occasion. |                          |                    |                      |                       |
| 6 | Devenir polyvalent       | オールラウンダー   | Ōruraundā            | 12 février 2018       |
| Pour améliorer son style de jeu, Yaichi demande des conseils à un vétéran qui accepte en échange de le faire travailler avec Ai et lui. |                          |                    |                      |                       |
| 7 | Chère moi à 20 ans…      | 十才のわたしへ     | Jussai no watashi e  | 19 février 2018       |
| Keika a peu de temps pour gagner une promotion dans la ligue professionnelle avant d'être forcée de prendre sa retraite. Pour tester sa détermination, elle parie tout dans les prochains rencontres, mais ses adversaires ne sont que les deux Ai. |                          |                    |                      |                       |
| 8 | Le Premier vrai tournoi  | はじめての大会     | Hajimete no taikai   | 26 février 2018       |
| Les deux Ai participent à leur premier tournoi, qui est aussi l'occasion pour Keika d'être finalement promu dans la ligue professionnelle. |                          |                    |                      |                       |
| 9 | Le 1er août              | 八月一日           | Hachigatsu tsuitachi | 5 mars 2018           |
| La prochaine adversaire d'Ai dans le tournoi est Ika Sainokami, une joueuse dangereuse et égoïste obsédée par Yaichi, mais elle est déterminée à gagner pour une raison particulière. |                          |                    |                      |                       |
| 10 | Le Dragon égaré          | スピニングドラゴン | Supiningu Doragon    | 12 mars 2018          |
| La rencontre en 7 parties de Yaichi contre le Meijin pour défendre son titre de Ryūō commence. Après avoir été défait trois fois, Yaichi est désespéré et craint pour sa carrière et celle d'Ai, il arrive avec une décision audacieuse. |                          |                    |                      |                       |
| 11 | Félicitations            | 寿                 | Kotobuki             | 19 mars 2018          |
| En préparation pour sa prochaine partie, Yaichi s'enferme chez lui, évitant tout le monde, jusqu'à ce qu'il fasse une pause pour regarder la partie décisive de Keika afin d'entrer dans la ligue professionnelle, et s'étonne de son déroulement. |                          |                    |                      |                       |
| 12 | Le Dernier coup          | 最後の審判         | Saigo no shinpan     | 26 mars 2018          |
| Le prochain match de Yaichi contre le Meijin se termine par une double faute et une revanche commence peu après. En jouant contre le joueur le plus fort, Yaichi prend à cœur toutes ses expériences avec ses amis pour finalement faire une percée et conserver son titre.                                                                                               |                          |                    |                      |                       |

### Jeu vidéo
Fin octobre 2019, il a été annoncé que la série est adaptée en un jeu vidéo développé et édité par Entergram qui est prévu sur PlayStation 4 et sur Nintendo Switch avec une sortie prévue le 17 décembre 2020,.

## Accueil

### Prix et classements
En juillet 2016, il a remporté le prix d'excellence dans la catégorie littérature pour la 28e édition du Shōgi Pen Club Taishō (ja) (将棋ペンクラブ大賞, Shōgi Penkurabu Taishō).
La série de light novel a été classé première dans l'édition de 2017 du guide annuel Kono light novel ga sugoi! de Takarajimasha dans la catégorie bunkobon. Elle entame une deuxième année consécutive en étant classée première pour l'édition de 2018.

### Ventes
Au premier semestre de 2017, Ryūō no oshigoto! est la 30e série la mieux vendue avec 76 801 copies, tous volumes confondus. Un an plus tard, la série de light novel est la 3e la mieux vendue avec 390 643 exemplaires, tous volumes confondus, au premier semestre de 2018. Dans la même période, Ryūō no oshigoto! est classé neuvième dans les ventes sur Book Walker.
La série de light novel a dépassé le million d'exemplaires en décembre 2017. En 2018, elle s'est écoulée en 478 242 exemplaires et se classe 6e parmi celles les plus vendus au Japon, selon une liste qui couvre les ventes sondées du 20 novembre 2017 au 18 novembre 2018. En février 2019, le tirage total de la franchise s'élève à 1,5 million d'exemplaires.

### Sources
1. 1 2  (en) « Book☆Walker Picks Up "The Ryuo's Work is never Done!" (Working Title) Light Novel Series for Translation », sur Anime News Network, 13 juillet 2017 (consulté le 17 septembre 2018)
2. 1 2  (ja) Tanukichi, « GA文庫7月刊「りゅうおうのおしごと！20」店舗特典情報！ », sur SB Creative,‎ 1er juillet 2025 (consulté le 12 juillet 2025)
3. 1 2  (en) « Book☆Walker Exclusive Light Novel The Ryuo's Work is Never Done! Available Now », sur Anime News Network, 25 octobre 2017 (consulté le 17 septembre 2018)
4. 1 2  (ja) « 白鳥士郎の将棋ラノベ「りゅうおうのおしごと！」マンガ連載が始動 », sur natalie.mu,‎ 2 octobre 2015 (consulté le 17 septembre 2018)
5. 1 2  (en) Jennifer Sherman, « The Ryuo's Work is Never Done! Anime Casts Ichiro Mizuki, Mitsuko Horie : TV series starring Yūma Uchida, Rina Hidaka debuts on January 8 », sur Anime News Network, 6 décembre 2017 (consulté le 17 septembre 2018)
6. 1 2  (ja) « 放送・配信情報 », sur Site officiel (consulté le 17 septembre 2018)
7. 1 2 3 4 5 6 7 8 9 10 11  (ja) « スタッフ／キャスト », sur Site officiel (consulté le 17 septembre 2018)
8. 1 2 3 4 5 6 7 8 9  (en) Jennifer Sherman, « Ryūō no Oshigoto! Shogi Light Novels Get TV Anime : BookWalker licenses comedy series for English release », sur Anime News Network, 11 juillet 2017 (consulté le 17 septembre 2018)
9. 1 2  (en) Paul Chapman, « Anisong Legends Join the Cast of "The Ryuo's Work is Never Done!" : Ichiro Mizuki and Mitsuko Horie will play the parents of protagonist Ai Hinatsuru beginning with Episode 02 », sur Crunchyroll, 6 décembre 2017 (consulté le 17 septembre 2018)
10. ↑  (ja) Mona, « 『りゅうおうのおしごと！』ドラマＣＤ新キャラ解禁＆ラジオ配信開始♪ », sur SB Creative,‎ 9 novembre 2015 (consulté le 22 décembre 2018)
11. ↑  (ja) Henshū T, « GA文庫9月刊「りゅうおうのおしごと！４」店舗特典情報！ », sur SB Creative,‎ 5 septembre 2016 (consulté le 22 décembre 2018)
12. ↑  (ja) Azuraeru, « GAエクスプローラー内の表記についての訂正 », sur SB Creative,‎ 10 février 2017 (consulté le 22 décembre 2018)
13. ↑  (ja) Pedaru, « TVアニメ化発表！「りゅうおうのおしごと！」 », sur SB Creative,‎ 11 juillet 2017 (consulté le 22 décembre 2018)
14. ↑  (ja) Henshū T, « GA文庫1月刊「りゅうおうのおしごと！７」店舗特典情報！ », sur SB Creative,‎ 12 janvier 2018 (consulté le 22 décembre 2018)
15. ↑  (ja) Henshū T, « GA文庫8月刊「りゅうおうのおしごと！９」店舗特典情報！ », sur SB Creative,‎ 3 août 2018 (consulté le 22 décembre 2018)
16. ↑  (ja) Henshū T, « GA文庫2月刊「りゅうおうのおしごと！10」店舗特典情報！ », sur SB Creative,‎ 1er février 2019 (consulté le 25 mars 2019)
17. ↑  (ja) Henshū T, « GA文庫8月刊「りゅうおうのおしごと！１１」店舗特典情報！ », sur SB Creative,‎ 5 août 2019 (consulté le 18 août 2019)
18. ↑  (ja) Henshū T, « GA文庫２月刊「りゅうおうのおしごと！１２」店舗特典情報！ », sur SB Creative,‎ 10 février 2020 (consulté le 23 février 2020)
19. ↑  (ja) Tanukichi, « 全国5000万人の姉弟子ファンに贈る超限定アイテムが登場！！！ », sur SB Creative,‎ 10 juillet 2020 (consulté le 15 août 2020)
20. ↑  (ja) Henshū T, « GA文庫９月刊「りゅうおうのおしごと！15」店舗特典情報！ », sur SB Creative,‎ 1er septembre 2021 (consulté le 23 septembre 2021)
21. ↑  (ja) Henshū T, « GA文庫４月刊「りゅうおうのおしごと！16」店舗特典情報！ », sur SB Creative,‎ 29 mars 2022 (consulté le 27 juin 2023)
22. ↑  (en) Crystalyn Hodgkins, « The Ryuo's Work is Never Done! Manga Ends Serialization on August 2 : Kazuki, Kogetaokoge launched manga based on Shirow Shiratori's novels in 2015 », sur Anime News Network, 20 juillet 2019 (consulté le 20 juillet 2019)
23. ↑  (ja) « 【1月13日付】本日発売の単行本リスト », sur natalie.mu,‎ 13 janvier 2016 (consulté le 17 septembre 2018)
24. ↑  (en) Rafael Antonio Pineda, « The Ryuo's Work is Never Done! Manga Listed as Ending in 10th Volume : Kazuki, Kogetaokoge launched manga based on Shirow Shiratori's novels in 2015 », sur Anime News Network, 9 juillet 2019 (consulté le 11 juillet 2019)
25. ↑  (en) Egan Loo, « The Ryuo's Work is Never Done! TV Anime Reveals Theme Song Artists, More of Staff, January Debut : Machico, Miku Itō sing opening, ending; Kenji Kawai scores music for shogi story », sur Anime News Network, 14 octobre 2017 (consulté le 17 septembre 2018)
26. ↑  (en) Paul Chapman, « More Staff Revealed for "The Ryuo's Work is Never Done!" TV Anime : Adaptation based on light novel series about young shogi players begins broadcasting in January of 2018 », sur Crunchyroll, 14 octobre 2017 (consulté le 17 septembre 2018)
27. ↑  (ja) « ストーリー », sur Site officiel (consulté le 17 septembre 2018)
28. ↑  (en) Rafael Antonio Pineda, « The Ryuo's Work is Never Done! Anime Listed With 12 Episodes », sur Anime News Network, 18 janvier 2018 (consulté le 17 septembre 2018)
29. ↑  Kanae, « L'anime The Ryuo's Work is Never Done ! arrive sur ADN ! », sur Anime Digital Network, 28 décembre 2017 (consulté le 17 septembre 2018)
30. ↑  (en) Karen Ressler, « Crunchyroll to Simulcast The Ryuo's Work is Never Done!, School Babysitters, Mitchiri Neko Anime : Also: subtitled trailers for The Ryuo's Work is Never Done!, Record of Grancrest War », sur Anime News Network, 28 décembre 2017 (consulté le 17 septembre 2018)
31. ↑  (ja) « 年明けアニメ「りゅうおうのおしごと！」テーマ曲はMachico、伊藤美来 », sur natalie.mu,‎ 17 octobre 2017 (consulté le 9 septembre 2018)
32. ↑  (ja) « CD : 主題歌情報 », sur Site officiel (consulté le 9 septembre 2018)
33. ↑  (en) Rafael Antonio Pineda, « The Ryuo's Work is Never Done! Novels Get PS4 Game : Shogi light novel series inspired TV anime in January 2018 », sur Anime News Network, 28 octobre 2019 (consulté le 29 octobre 2019)
34. ↑  (en) Rafael Antonio Pineda, « The Ryuo's Work is Never Done! Game Also Gets Switch Version », sur Anime News Network, 29 octobre 2019 (consulté le 29 octobre 2019)
35. ↑  (en) « 第２８回将棋ペンクラブ大賞 », sur shogipenclublog.com,‎ 19 juillet 2016 (consulté le 17 septembre 2018)
36. ↑  (en) Rafael Antonio Pineda, « Kono Light Novel ga Sugoi! 2017's Series Ranking : Ryūō no Oshigoto!, Re:Zero, Index, Sword Art Online top list », sur Anime News Network, 23 novembre 2016 (consulté le 17 septembre 2018)
37. ↑  (en) « Kono Light Novel ga Sugoi! Reveals 2018 Series Ranking : The Ryuo's Work is Never Done!, Honzuki no Gekokujō top lists », sur Anime News Network, 24 novembre 2017 (consulté le 8 mars 2018)
38. ↑  (en) Egan Loo, « Top-Selling Light Novels in Japan by Series: 2017 (First Half) : Sword Art Online sells 707,300, followed by Konosuba, Re:Zero, your name., The Saga of Evil Tanya », sur Anime News Network, 1er juin 2017 (consulté le 17 septembre 2018)
39. ↑  (en) Egan Loo, « Top-Selling Light Novels by Series in Japan: 2018 (First Half) : Sword Art Online sells 336,568 + 212,594, followed by Overlord, Re:Zero, The Ryuo's Work is Never Done!, The Irregular at Magic High School », sur Anime News Network, 31 mai 2018 (consulté le 17 septembre 2018)
40. ↑  (ja) « 2018上半期BOOK☆WALKER電子書籍ランキング発表！ : 『オーバーロード』『デスマーチからはじまる異世界狂想曲』を抑え、見事1位に輝いた作品は？ », sur prtimes.jp,‎ 30 juin 2018 (consulté le 17 septembre 2018)
41. ↑  (ja) 「りゅうおうのおしごと！」公式 (@Ryuoshi_PR), « 【シリーズ累計100万部突破！】 », sur Twitter,‎ 6 décembre 2017 (consulté le 17 septembre 2018)
42. ↑  (en) Egan Loo, « Top-Selling Light Novels in Japan by Series: 2018 : Overlord sells 807,693, followed by Sword Art Online & Progressive, Konosuba, The Irregular at Magic High School, Re:Zero », sur Anime News Network, 29 novembre 2018 (consulté le 30 novembre 2018)
43. ↑  (en) Jennifer Sherman, Karen Ressler et Crystalyn Hodgkins, « Roundup of Newly Revealed Print Counts for Manga, Light Novel Series - February 2019 : Konosuba, Shield Hero, Tanya, Seraph of the End, Demon Slayer, ReLIFE, Takagi-san, Domestic Girlfriend, more », sur Anime News Network, 3 mars 2019 (consulté le 4 mars 2019)

### Œuvres
Édition japonaise
Light novel
1. 1 2  (ja) « りゅうおうのおしごと！ », sur SB Creative (consulté le 16 septembre 2018)
2. 1 2  (ja) « りゅうおうのおしごと！2 », sur SB Creative (consulté le 16 septembre 2018)
3. 1 2  (ja) « りゅうおうのおしごと！2 ドラマCD付き限定特装版 », sur SB Creative (consulté le 16 septembre 2018)
4. 1 2  (ja) « りゅうおうのおしごと！3 », sur SB Creative (consulté le 16 septembre 2018)
5. 1 2  (ja) « りゅうおうのおしごと！4 », sur SB Creative (consulté le 16 septembre 2018)
6. 1 2  (ja) « りゅうおうのおしごと！4 ドラマCD付き限定特装版 », sur SB Creative (consulté le 16 septembre 2018)
7. 1 2  (ja) « りゅうおうのおしごと！5 », sur SB Creative (consulté le 16 septembre 2018)
8. 1 2  (ja) « りゅうおうのおしごと！5 小冊子付き限定版 », sur SB Creative (consulté le 16 septembre 2018)
9. 1 2  (ja) « りゅうおうのおしごと！6 », sur SB Creative (consulté le 16 septembre 2018)
10. 1 2  (ja) « りゅうおうのおしごと！6 ドラマCD付き限定特装版 », sur SB Creative (consulté le 16 septembre 2018)
11. 1 2  (ja) « りゅうおうのおしごと！7 », sur SB Creative (consulté le 16 septembre 2018)
12. 1 2  (ja) « りゅうおうのおしごと！7 ドラマCD付き限定特装版 », sur SB Creative (consulté le 16 septembre 2018)
13. 1 2  (ja) « りゅうおうのおしごと！8 », sur SB Creative (consulté le 16 septembre 2018)
14. 1 2  (ja) « りゅうおうのおしごと！9 », sur SB Creative (consulté le 16 septembre 2018)
15. 1 2  (ja) « りゅうおうのおしごと！9 ドラマCD付き限定特装版 », sur SB Creative (consulté le 16 septembre 2018)
16. 1 2  (ja) « りゅうおうのおしごと！10 », sur SB Creative (consulté le 27 janvier 2019)
17. 1 2  (ja) « りゅうおうのおしごと！10 小冊子付き限定版 », sur SB Creative (consulté le 27 janvier 2019)
18. 1 2  (ja) « りゅうおうのおしごと！11 », sur SB Creative (consulté le 18 octobre 2019)
19. 1 2  (ja) « りゅうおうのおしごと！11ドラマCD付き限定特装版 », sur SB Creative (consulté le 18 octobre 2019)
20. 1 2  (ja) « りゅうおうのおしごと！12 », sur SB Creative (consulté le 23 février 2020)
21. 1 2  (ja) « りゅうおうのおしごと！12　小冊子付き限定版 », sur SB Creative (consulté le 18 octobre 2019)
22. 1 2  (ja) « りゅうおうのおしごと！13 », sur SB Creative (consulté le 15 août 2020)
23. 1 2  (ja) « りゅうおうのおしごと！14ドラマＣＤ付き特装版 », sur SB Creative (consulté le 15 août 2020)
24. 1 2  (ja) « りゅうおうのおしごと！14ドラマＣＤ＆抱き枕カバー付き特装版 », sur SB Creative (consulté le 15 août 2019)
25. 1 2  (ja) « りゅうおうのおしごと！15 », sur SB Creative (consulté le 23 septembre 2021)
26. 1 2  (ja) « りゅうおうのおしごと！15　小冊子付き特装版 », sur SB Creative (consulté le 23 septembre 2021)
27. 1 2  (ja) « りゅうおうのおしごと！15.5　～髪を切った理由～【電子限定配信版】 », sur SB Creative (consulté le 27 juin 2023)
28. 1 2  (ja) « りゅうおうのおしごと！16 », sur SB Creative (consulté le 27 juin 2023)
29. 1 2  (ja) « りゅうおうのおしごと！16　画集付き特装版 », sur SB Creative (consulté le 27 juin 2023)
30. 1 2  (ja) « りゅうおうのおしごと！16.5　～あねでしのおしごと！～【電子限定配信版】 », sur SB Creative (consulté le 27 juin 2023)
31. 1 2  (ja) « りゅうおうのおしごと！17 », sur SB Creative (consulté le 27 juin 2023)
32. 1 2  (ja) « りゅうおうのおしごと！17.5　～天ちゃんのおしごと！～【電子限定配信版】 », sur SB Creative (consulté le 27 juin 2023)
33. 1 2  (ja) « りゅうおうのおしごと！18 », sur SB Creative (consulté le 27 juin 2023)
34. 1 2  (ja) « りゅうおうのおしごと！19 », sur SB Creative (consulté le 11 juin 2024)
35. 1 2  (ja) « りゅうおうのおしごと！20電子限定版収録文庫付き特装版 », sur SB Creative (consulté le 5 novembre 2024)
36. 1 2  (ja) « りゅうおうのおしごと！20 電子限定版収録文庫＆対局室風ディスプレイセット付き豪華特装版 », sur SB Creative (consulté le 5 novembre 2024)

Manga
1. 1 2  (ja) « りゅうおうのおしごと！ 1 », sur Square Enix (consulté le 17 septembre 2018)
2. 1 2  (ja) « りゅうおうのおしごと！ 2 », sur Square Enix (consulté le 17 septembre 2018)
3. 1 2  (ja) « りゅうおうのおしごと！ 3 », sur Square Enix (consulté le 17 septembre 2018)
4. 1 2  (ja) « りゅうおうのおしごと！ 4 », sur Square Enix (consulté le 17 septembre 2018)
5. 1 2  (ja) « りゅうおうのおしごと！ 5 », sur Square Enix (consulté le 17 septembre 2018)
6. 1 2  (ja) « りゅうおうのおしごと！ 6 », sur Square Enix (consulté le 17 septembre 2018)
7. 1 2  (ja) « りゅうおうのおしごと！ 7 », sur Square Enix (consulté le 17 septembre 2018)
8. 1 2  (ja) « りゅうおうのおしごと！ 8 », sur Square Enix (consulté le 17 septembre 2018)
9. 1 2  (ja) « りゅうおうのおしごと！ 9 », sur Square Enix (consulté le 25 mars 2019)
10. 1 2  (ja) « りゅうおうのおしごと！ 10（完） », sur Square Enix (consulté le 18 octobre 2019)